# Фінал Кубка Футбольної ліги 1975
Фінал Кубка Футбольної ліги 1975 — фінальний матч розіграшу Кубка Футбольної ліги 1974—1975, 15-го розіграшу Кубка Футбольної ліги. У матчі, що відбувся 1 березня 1975 року на стадіоні «Вемблі», зіграли «Норвіч Сіті» та «Астон Вілла». Особливістю фіналу стало те, що обидва учасники представляли Другий дивізіон Футбольної ліги Англії.
| Володар Кубка Футбольної ліги 1975 |
| ---------------------------------- |
|                                    |
| «Астон Вілла» 2-й титул            |

## Шлях до фіналу
| Астон Вілла       | Астон Вілла                             | Раунд                           | Норвіч Сіті          | Норвіч Сіті                             |
| ----------------- | --------------------------------------- | ------------------------------- | -------------------- | --------------------------------------- |
| Суперник          | Результат                               | Кубок Футбольної ліги 1974—1975 | Суперник             | Результат                               |
| Евертон           | 1-1 вдома, 3-0 на виїзді (перегравання) | Другий раунд                    | Болтон Вондерерз     | 0-0 на виїзді, 2-1 вдома (перегравання) |
| Кру Александра    | 2-2 на виїзді, 1-0 вдома (перегравання) | 1/16 фіналу                     | Вест-Бромвіч Альбіон | 1-1 на виїзді, 2-0 вдома (перегравання) |
| Гартлпул Юнайтед  | 1-1 на виїзді, 6-1 вдома (перегравання) | 1/8 фіналу                      | Шеффілд Юнайтед      | 1-1 на виїзді, 2-1 вдома (перегравання) |
| Колчестер Юнайтед | 2-1 на виїзді                           | 1/4 фіналу                      | Іпсвіч Таун          | 1-1 вдома, 2-1 на виїзді (перегравання) |
| Честер Сіті       | 2-2 на виїзді, 3-2 вдома                | 1/2 фіналу                      | Манчестер Юнайтед    | 2-2 на виїзді, 1-0 вдома                |

## Матч

### Деталі
| 1 березня 1975 |

| Астон Вілла | 1:0      | Норвіч Сіті |
| ----------- | -------- | ----------- |
| Грейдон 81' | Протокол |             |

| Вемблі, Лондон Глядачів: 95 946 Арбітр: Гордон Гілл |

|  |  |

|                  |  |                  |  |
|                  |  |                  |  |
| В                |  | Джим Кумбс       |  |
| З                |  | Чарлі Ейткен     |  |
| З                |  | Іан Росс (к)     |  |
| З                |  | Кріс Ніколл      |  |
| З                |  | Джон Робсон      |  |
| ПЗ               |  | Боббі Макдональд |  |
| ПЗ               |  | Іан Гемілтон     |  |
| ПЗ               |  | Френк Карродус   |  |
| Н                |  | Браян Літтл      |  |
| Н                |  | Рей Грейдон      |  |
| Н                |  | Кіт Леонард      |  |
| Запасні:         |  |                  |  |
| Н                |  | Ейлун Еванс      |  |
| Головний тренер: |  |                  |  |
| Рон Сондерс      |  |                  |  |

|                  |  |                  |  |
|                  |  |                  |  |
| В                |  | Кевін Кілан      |  |
| З                |  | Колін Салліван   |  |
| З                |  | Данкан Форбс (к) |  |
| З                |  | Дейв Стрінгер    |  |
| З                |  | Мел Мечін        |  |
| ПЗ               |  | Тоні Пауелл      |  |
| ПЗ               |  | Колін Саггетт    |  |
| ПЗ               |  | Пітер Морріс     |  |
| ПЗ               |  | Джонні Міллер    |  |
| Н                |  | Тед Макдугалл    |  |
| Н                |  | Філ Боєр         |  |
| Запасні:         |  |                  |  |
| ПЗ               |  | Біллі Стіл       |  |
| Головний тренер: |  |                  |  |
| Джон Бонд        |  |                  |  |